# Fargesia ostrina
Fargesia ostrina là một loài thực vật có hoa trong họ Hòa thảo. Loài này được T.P.Yi mô tả khoa học đầu tiên năm 2000.